# Virtuelles Bild

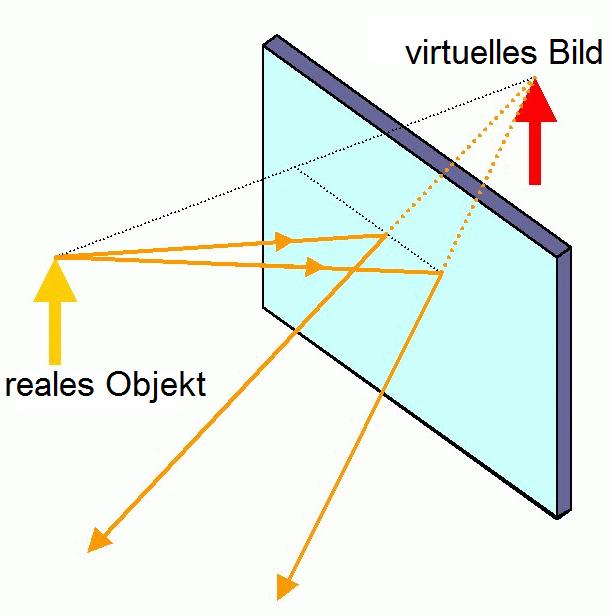
3D-Ansicht des Strahlenverlaufs am ebenen Spiegel

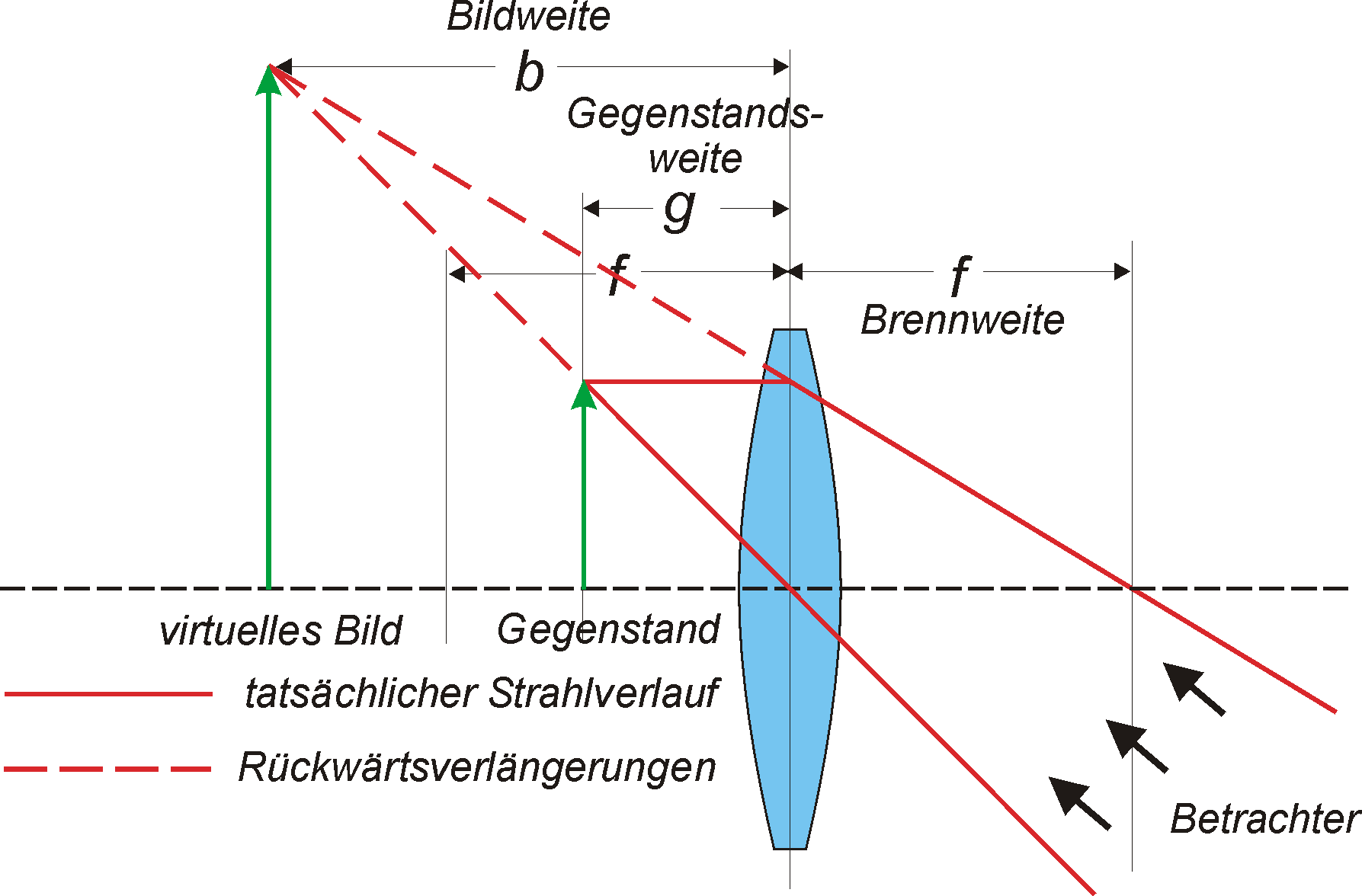
Konstruktion des virtuellen Bildes beim Betrachten eines Gegenstandes durch eine Lupe.

Ein virtuelles Bild eines lichtreflektierenden oder leuchtenden Objekts ist in der Optik ein optisches Abbild, das im Gegensatz zu einem reellen Bild an dem Ort, an dem es erscheint, nicht auf einem Schirm abgebildet werden kann. Bei Sammellinsen entsteht es, wenn sich das Objekt zwischen Brennpunkt und Linse befindet.
Von dem Ort des virtuellen Bildes gehen keine Lichtstrahlen aus (daher die Bezeichnung „virtuell“), die Strahlen scheinen aber vom Bild her zu kommen, da unsere Wahrnehmung Lichtstrahlen als geradlinig unterstellt und den ins Auge treffenden Strahl, wenn nötig, rückwärts verlängert.
Beispiele sind:
- Das Spiegelbild bei einem ebenen Spiegel. Es befindet sich hinter dem Spiegel (auch wenn dort eine Wand ist) im gleichen Abstand wie das Objekt und hat die gleiche Größe wie dieses (auch wenn der Spiegel viel kleiner ist).
- Das Lupenbild, das eine Sammellinse von einem innerhalb der Brennweite befindlichen Objekt erzeugt.
- Das Bild, das bei einem Lichtmikroskop durch das Okular erzeugt wird. Analog zur Lupe vergrößert das Okular das reelle Zwischenbild, welches vom Objektiv erzeugt wird.
- Das Bild, das man von einem Objekt wahrnimmt, wenn man es durch eine Zerstreuungslinse betrachtet.